# Джуліус Страттон
Джу́ліус Стра́ттон (англ. Julius Adams Stratton; 18 травня 1901 — 23 червня 1994) — видатний американський радіотехнік.
Джуліус Страттон народився в Сієтлі 18 травня 1901 року. У молоді роки перебував у Німеччині, де навчався в початковій школі. Подальше життя пов'язано з Сієттлом, де він жив і де сформувався як особистість, де в нього виник інтерес до радіотехніки, і де став провідним фахівцем у цій галузі.
Страттон вступив до Массачусетського Технологічного Інституту (MIT) в 1920 році, і через три роки навчання отримав освітній ступінь бакалавра, будучи секретарем радіотехнічного товариства. Інститут Страттон закінчив у 1926 році. Він працював над докторською дисертацією у Федеральному Інституті Технології Швейцарії (англ. Swiss Federal Institute of Technology). У 1928 році він отримав науковий ступінь доктора наук (ScD).
У 1940-ві роки Страттон працював над розробкою радарних пристроїв у новоствореній Радіаційній лабораторії (англ. Radiation Laboratory), а в 1942 році переїхав до Вашингтону, як консультант з радіотехніки. У 1946 році був нагороджений медаллю за заслуги (англ. Medal for Merit).
Під час Другої світової війни (1941 рік) вийшла основна праця його життя — «Електромагнітна теорія», важливість котрої не зменшилась і до сьогодні. У цій книзі було вперше введено в обіг поняття хвильового опору вакууму.
Страттон помер від пневмонії 23 червня 1994 року, у віці 93-х років. Він був одинадцятим президентом МІТ у період з 1959 по 1966 роки.